# District autonome grec

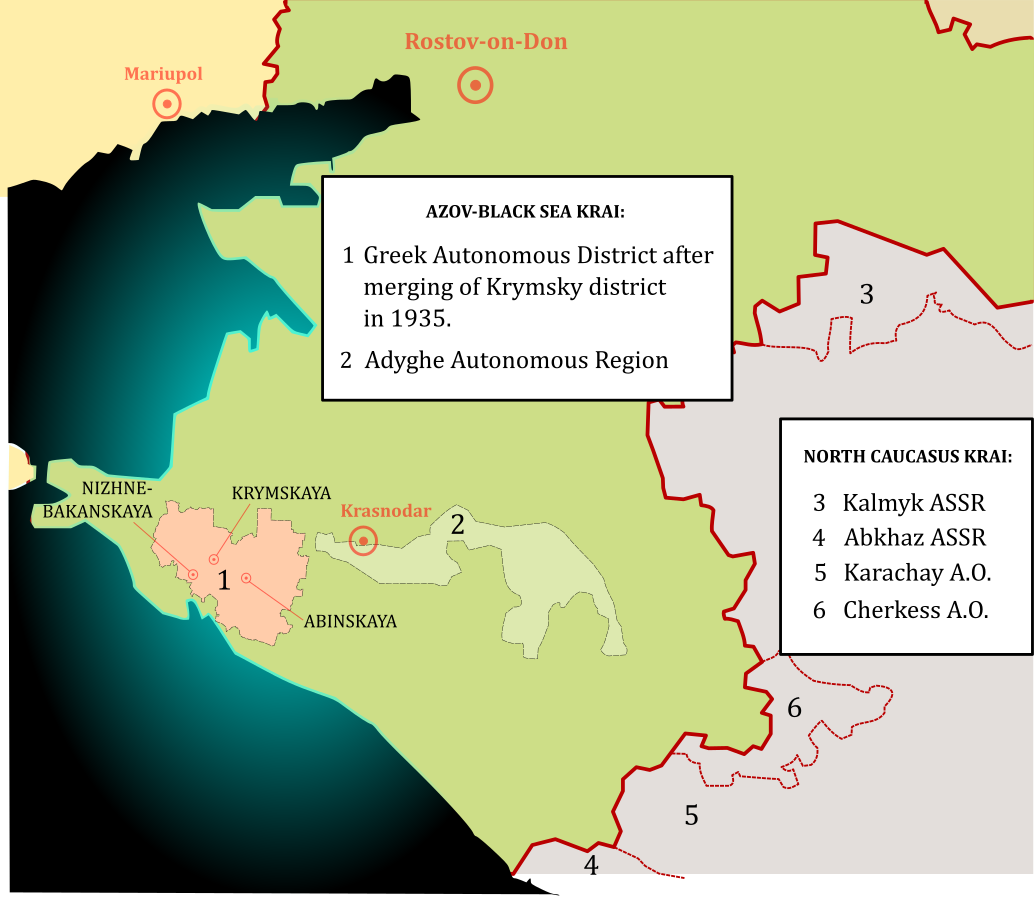
Carte du district autonome grec au sein de l'URSS.

Le district autonome grec (en russe : Греческий национальный район, grec moderne : Ελληνική Αυτόνομη Επαρχία) est un district national créé selon la politique soviétique de délimitation nationale pour les Grecs d'Union soviétique. Il est créé le 27 février 1930 par le décret de l'ispolkom du kraï d'Azov-mer Noire avec pour capitale la stanitsa Krymskaya (aujourd'hui la ville de Krymsk). En 1932, la capitale est déplacée à la stanitsa de Nizhne-Bakanskaya. Il s'agit du seul district de subordination républicaine (c'est-à-dire directement subordonné à une république soviétique, plutôt qu'à une entité administrative de niveau intermédiaire). Cette autonomie grecque en Union soviétique existe jusqu'au 6 mars 1939, date à laquelle le district autonome est dissous et l'entité administrative auquel il correspond renommée district de Krymsky (par le décret du Parti communiste panrusse du Kraï de Krasnodar, à la suite de la première vague de répression soviétique contre les Grecs).